# Парфентьевская волость
Парфентьевская волость — волость в составе Коломенского уезда Московской губернии. Существовала до 1929 года. Центром волости было село Парфентьево.
По данным 1922 года в Парфентьевской волости было 8 сельсоветов: Амеревский, Бобреневский, Парфентьевский, Пестриковский, Сергиевский, Троице-Озерковский, Хорошевский и Чанковский.
В 1922 году был образован Коробчеевский с/с.
27 октября 1925 года был образован Климовский с/с (выделен из Чанковского с/с).
В ходе реформы административно-территориального деления СССР в 1929 году Парфентьевская волость была упразднена.